# Lament
Lament é o décimo segundo álbum de estúdio e último de originais da banda Resurrection Band, lançado em 1995.

## Conceito
"Lament" é o décimo segundo álbum de estúdio e último trabalho inédito de Resurrection Band, que neste lançamento, voltou a assinar  o disco com seu antigo nome original. Ty Tabor, guitarrista e co-vocalista da banda King's X, ficou responsável pela produção.
Ao contrário de qualquer um dos trabalhos anteriores da banda, "Lament" é o primeiro álbum conceitual do grupo, um ciclo de canções sobre o homem, sua desilusão com a dureza e a crueldade da vida, e da sua percepção crescente de que as coisas não podem mudar a menos que ele experimente a redenção espiritual. Reconhecendo a importância de como as músicas são ordenadas neste repertório, Resurrection Band tocou o disco inteiro do começo ao fim da turnê que se seguiu deste álbum.
Como resultado, o renascimento criativo de "Lament" foi muito elogiado entre os fãs de longa data de Resurrection Band, assim como importantes críticos de música cristã, que chegaram a chamar este disco como o melhor álbum da banda. Apesar dos elogios recebidos por "Lament", no final da turnê a banda desistiu naquele ano de tocar no "Cornerstone Festival", evento este que se tornou um dos mais proeminentes da música cristã mundial.

## Faixas
1. "Parting Glance" – 1:12
2. "Across These Fields" – 4:21
3. "On the Move" – 2:10
4. "Summerthrow" – 4:14
5. "At Land's End" – 4:04
6. "Song and Dance" – 4:52
7. "In Change" – 3:18
8. "Road" – 3:51
9. "Dark Carnival" – 2:37
10. "Mirror" – 4:03
11. "Another Look" – 0:27
12. "Surprised" – 5:28
13. "Richest One" – 4:12
14. "Across These Fields (Reprise)" – 3:42

## Créditos
- Glenn Kaiser - Guitarra elétrica e acústica, vocal, vocal de apoio
- Wendi Kaiser - Vocal, vocal de apoio
- Stu Heiss - Guitarra elétrica e acústica, teclados
- Roy Montroy - Baixo, vocal de apoio
- John Herrin - Bateria
- Roger Heiss - Percussão
- Ed Bialach - Percussão
- Ty Tabor - Guitarra, guitarra acústica